# مناخ جبلي

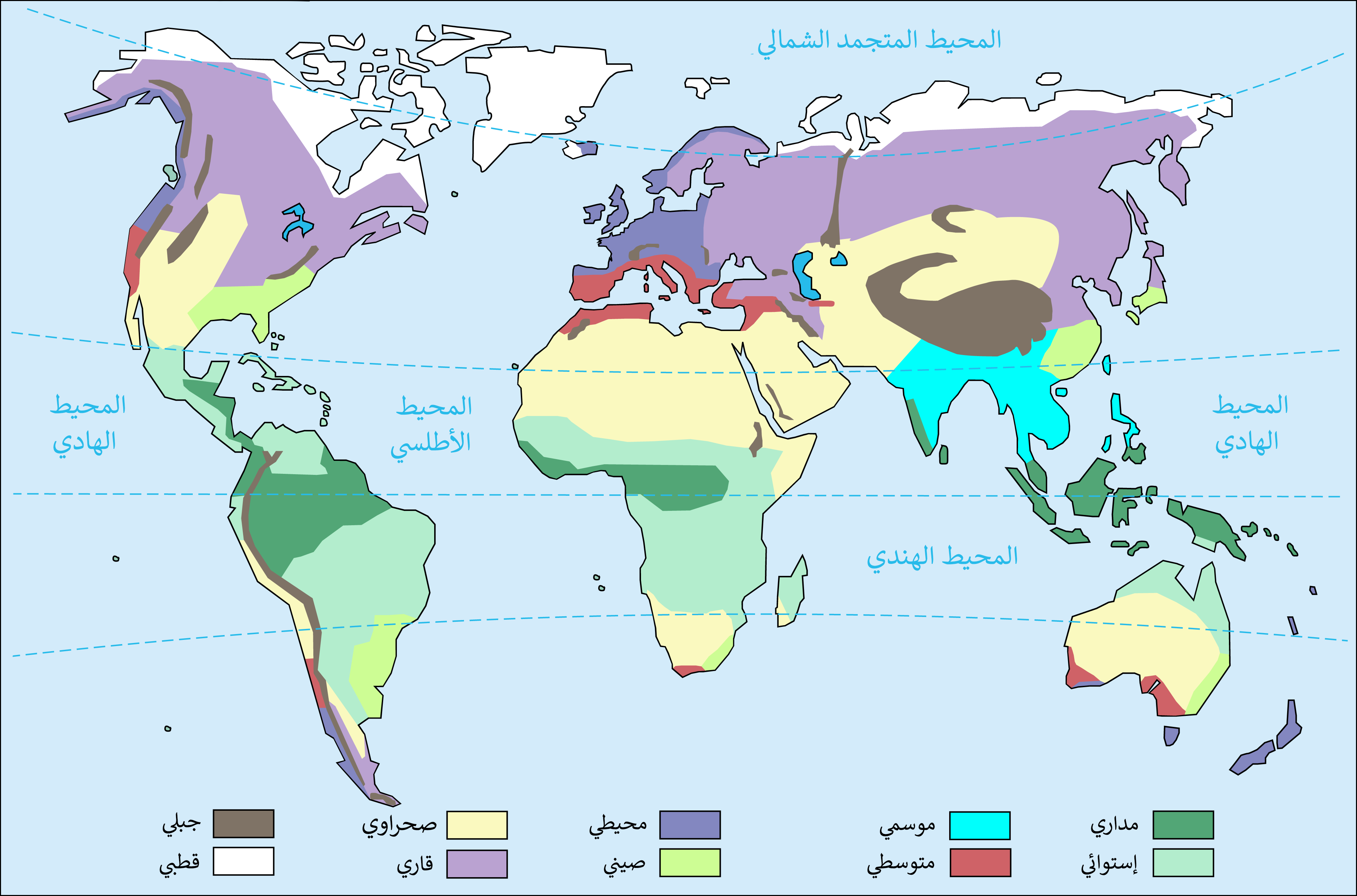
خريطة النطاقات المناخية.

المناخ الجبلي هو مناخ لا نطاقي تتأثر مميزاته بظاهرة الارتفاع. الشتاء فيه بارد جدًا، درجة الحرارة القصوى المتوسطة 20درجة مئوية ودرجة الحرارة الدنيا المتوسطة 4 درجات مئوية. تكون الرياح قوية وباردة في الشتاء. في ساعات اليوم الصيفية تكون درجات الحرارة معتدلة مثلما تكون على ساحل البحر ولكن عند المساء تنزل درجات الحرارة ويصبح الطقس باردا، ويمكن تشبيه هذا المناخ بالمناخ الرطب القاري، غير أن هذا الأخير يكون أكثر برودة.
في المواسم الانتقالية، الخريف والربيع، تهب على الجبال العالية موجة حر شديدة تستمر مدة أطول مما تكون عليه على ساحل البحر. الرطوبة النسبية أقل مما في ساحل البحر، وفقط في فصل الشتاء تتساوى في المنطقتين. المتوسط السنوي يصل حتى 60%. الشهر الحار هو أيار، والأشهر الأكثر رطوبة هما كانون الثاني وشباط.